# 魯昂山脈
69°10′S 70°53′W / 69.167°S 70.883°W
魯昂山脈（英語：Rouen Mountains）是南極洲的山脈，位於亞歷山大一世島，全長60公里，最高點是海拔高度約2,800米的巴黎山，該山脈在1908至1910年被法國探險隊發現。